# Vertente do Lério
Vertente do Lério é um município brasileiro do estado de Pernambuco.

## História
O povoado de Vertente do Lério tornou-se distrito de Surubim pela lei municipal nº 17, de 22 de maio de 1953. Foi elevado à categoria de município pela lei estadual nº 10622, de 1 de outubro de 1991.
Segundo a tradição, a região era de propriedade de um homem chamado Lério. Em suas terras havia uma vertente de água, com a qual a população local, castigada pela seca, se abastecia. Por ocasião da seca de 1880, as pessoas iam até o local, para abastecer-se de água "lá na Vertente do Lério".

## Geografia
Localiza-se a uma latitude 07º46'17" sul e a uma longitude 35º51'00" oeste, estando a uma altitude de 290 metros. Sua população estimada em 2022 foi de 7.558 habitantes.
É constituído pelo distrito sede e pelos povoados Tambor, Gambá, Mata Virgem, Serra do Jardim, Chã do Pavão, Tambor de Baixo, Lages, Pedregulho, Covico, Cajá de França, Cajá dos Batistas, Cajá dos Martins, Macaco, Pedra Branca, Chã do Gavião, Malembá, Pá Virada, Vermelho, Embebedado e o Sítio Salvador.

## Economia
O município tem como sua maior riqueza a exploração da rocha calcária, para fabricação de corretivo de solo, ingrediente de ração animal e a cal para indústria e construção civil.